# 16-бітова архітектура
У комп'ютерній архітектурі, 16-розрядними називають цілі числа, адреси пам'яті, або інші блоки даних, які мають максимум 16 біт (2 октети). Крім того, 16-бітовими архітектурами процесора і ALU називають ті, які засновані на регістрах, адресних шинах або шинах даних такого розміру. Було ціле покоління мікрокомп'ютерів, в якому 16-розрядні мікропроцесори були нормою.
16-розрядний регістр може зберігати 216  різних значень. Діапазон цілих чисел зі знаком, які можуть бути збережені в 16 бітах складає від -32 768 (-1 × 215), до 32 767 (215 - 1). Діапазон цілих чисел без знака — від 0 до 65535 (216 - 1).
Так як 216 = 65 536, процесор з 16-розрядними адресами пам'яті може безпосередньо отримати доступ до 64 Кіб пам'яті байтової адресації.

## 16-бітова архітектура
The MIT Whirlwind був першим 16-ти розрядним комп'ютером. Також, одними з перших були наступні комп'ютери: IBM 1130, HP 2100, Data General Nova, DEC PDP-11. Перші багаточипові 16-ти бітові мікропроцесори — це National Semiconductor IMP-16 та the Western Digital MCP-1600, а одночипові — National Semiconductor PACE, HP BPC, та TI TMS9900.
Інші відомі мікропроцесори були від Intel: Intel 8086, Intel 80286, WDC 65C816, та Zilog Z8000. Intel 8088 був бінарно сумісний з Intel 8086 і мав 16-бітові реєстри, хоча його зовнішня шина була 8-бітовою.
16-бітове число може приймати 65536 різних значень. Використовуючи двійкове доповнення, діапазон можливих значень стає з -32768 до 32767.Таким чином процесор з 16-ти бітовий процесор має безпосередньо доступ до 64 кіб адресної пам'яті.
16-бітові процесори були витіснені з ринку й замінені на 32-бітові або 8-бітові.

### 16/32-bit Motorola 68000 та Intel 386SX
Motorola 68000 іноді називають 16-бітовим, тому що його внутрішні і зовнішні шини даних були 16 бітовими. Однак його можна вважати 32-розрядним процесором, бо регістри загального призначення були 32 бітовими, і більшістю арифметичних команд підтримувалась 32-бітова арифметика. 68000 був мікропроцесором з трьома внутрішніми 16-бітовими ALU. У процесорах в корпусі DIP були доступні лише 24 біт лічильника команд (PC), це дозволяло адресацію до 16 мегабайтів. Програмне забезпечення є 32-бітовим і сумісним з іншими 32-розрядними процесорами в тій же сім'ї.

### Моделі пам'яті 16-розрядних Intel
Так само як існує безліч моделей даних для 64-розрядних архітектур, 16-розрядна архітектура Intel дозволяє для різних моделей пам'яті доступ до конкретної комірки пам'яті. Причиною для використання конкретної моделі пам'яті є розмір інструкції асемблера.
| Data model     | short | int | long | Pointers |
| -------------- | ----- | --- | ---- | -------- |
| IP16L32 (near) | 16    | 16  | 32   | 16       |
| I16LP32 (far)  | 16    | 16  | 32   | 32       |

### 16-бітові програми
У контексті IBM PC і Wintel, застосування 16-бітової моделі дає програмне забезпечення, написане для MS-DOS, OS / 2 1.x або більш ранніх версіях Microsoft Windows, яка спочатку працювала на 16-розрядної Intel 8088 і Intel 80286 .

## Список 16-ти бітових процесорів
- Data General
  - Nova
  - Eclipse
- Digital Equipment Corporation
  - PDP-11 (for LSI-11, see Western Digital, below)
- EnSilica
  - eSi-1600
- Freescale
  - Freescale 68HC12
  - Freescale 68HC16
- General Instrument
  - CP1600
- Hewlett-Packard
  - HP 21xx/2000/1000/98xx/BPC
  - HP 3000
- Honeywell
  - Honeywell Level 6/DPS 6
- IBM
  - 1130/1800
  - System/7
  - Series/1
  - System/36
- Infineon
  - XE166 family
  - C166 family
  - C167 family
  - XC2000
- Intel
  - Intel 8086/Intel 8088
  - Intel 80186/Intel 80188
  - Intel 80286
  - Intel MCS-96
- Lockheed
  - MAC-16
- National Semiconductor
  - IMP-16
  - PACE/INS8900
- NEC
  - V20/V30
- Texas Instruments
  - Texas Instruments TMS9900
  - TI MSP430
- Western Design Center
  - WDC 65816/65802
- Western Digital
  - MCP-1600 (used in the DEC LSI-11)
- Xerox
  - Alto
- Zilog
  - Zilog Z8000